# Liste der Monuments historiques in Gap
Die Liste der Monuments historiques in Gap führt die Monuments historiques in der französischen Gemeinde Gap auf.

## Liste der Bauwerke
| Bezeichnung                  | Beschreibung                                 | Standort                    | Kennzeichnung | Schutzstatus   | Datum     | Bild           |
| ---------------------------- | -------------------------------------------- | --------------------------- | ------------- | -------------- | --------- | -------------- |
| Gebäude                      | Erbaut 1885                                  | 7, rue Cyprien-Chaix (Lage) | PA00080642    | Inscrit        | 1989      |                |
| Hôtel de ville               | Erbaut um 1700                               | Rue de Provence (Lage)      | PA00080569    | Inscrit        | 1948      | weitere Bilder |
| Manoir de Kapados            | Herrenhaus, erbaut Ende des 19. Jahrhunderts | (Lage)                      | PA00080570    | Inscrit/Classé | 1988/1991 |                |
| Kathedrale St-Arnoux         | Erbaut im 19. Jahrhundert                    | (Lage)                      | PA00080566    | Classé         | 1906      | weitere Bilder |
| Kapelle Saint-Coeur-de-Marie | Erbaut in den 1850er Jahren                  | Cours Ladoucette (Lage)     | PA00080567    | Classé         | 1990      |                |
| Domaine de Charance          | Erbaut im 18./19. Jahrhundert                | (Lage)                      | PA00080568    | Inscrit        | 1987      | weitere Bilder |

## Liste der Objekte
- Monuments historiques (Objekte) in Gap (Hautes-Alpes) in der Base Palissy des französischen Kultusministeriums